# Franz Hubert von Tiele-Winckler

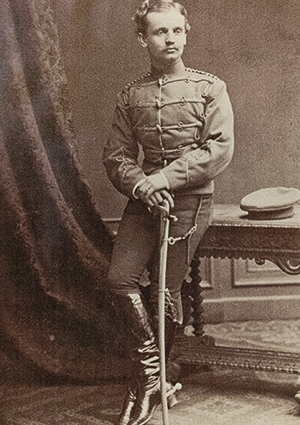
Franz Hubert von Tiele-Winckler (1895)

Franz Hubert Graf von Tiele-Winckler (* 10. März 1857 in Miechowitz, Landkreis Beuthen, Provinz Schlesien; † 14. Dezember 1922 in Luzern, Schweiz) war ein deutscher Großgrundbesitzer, Montanindustrieller und preußischer Landrat aus der oberschlesischen Montanindustriellenfamilie Tiele-Winckler.

## Leben

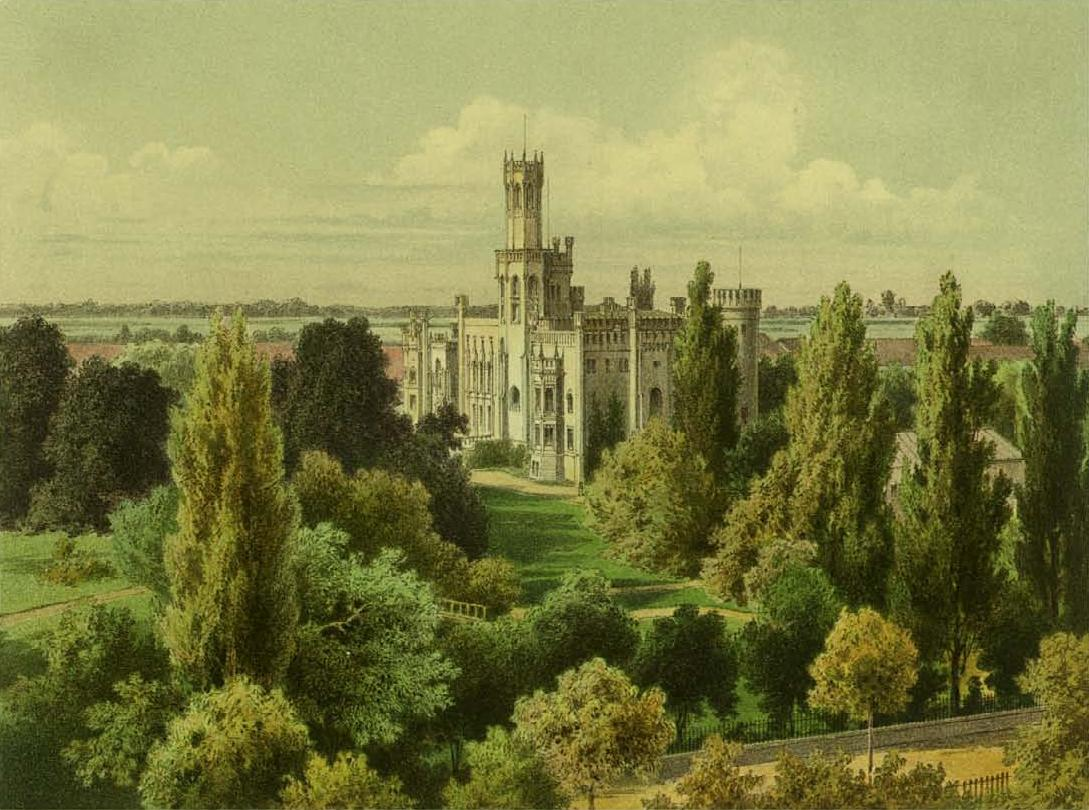
Schloss Miechowitz um 1867/68, Sammlung Alexander Duncker

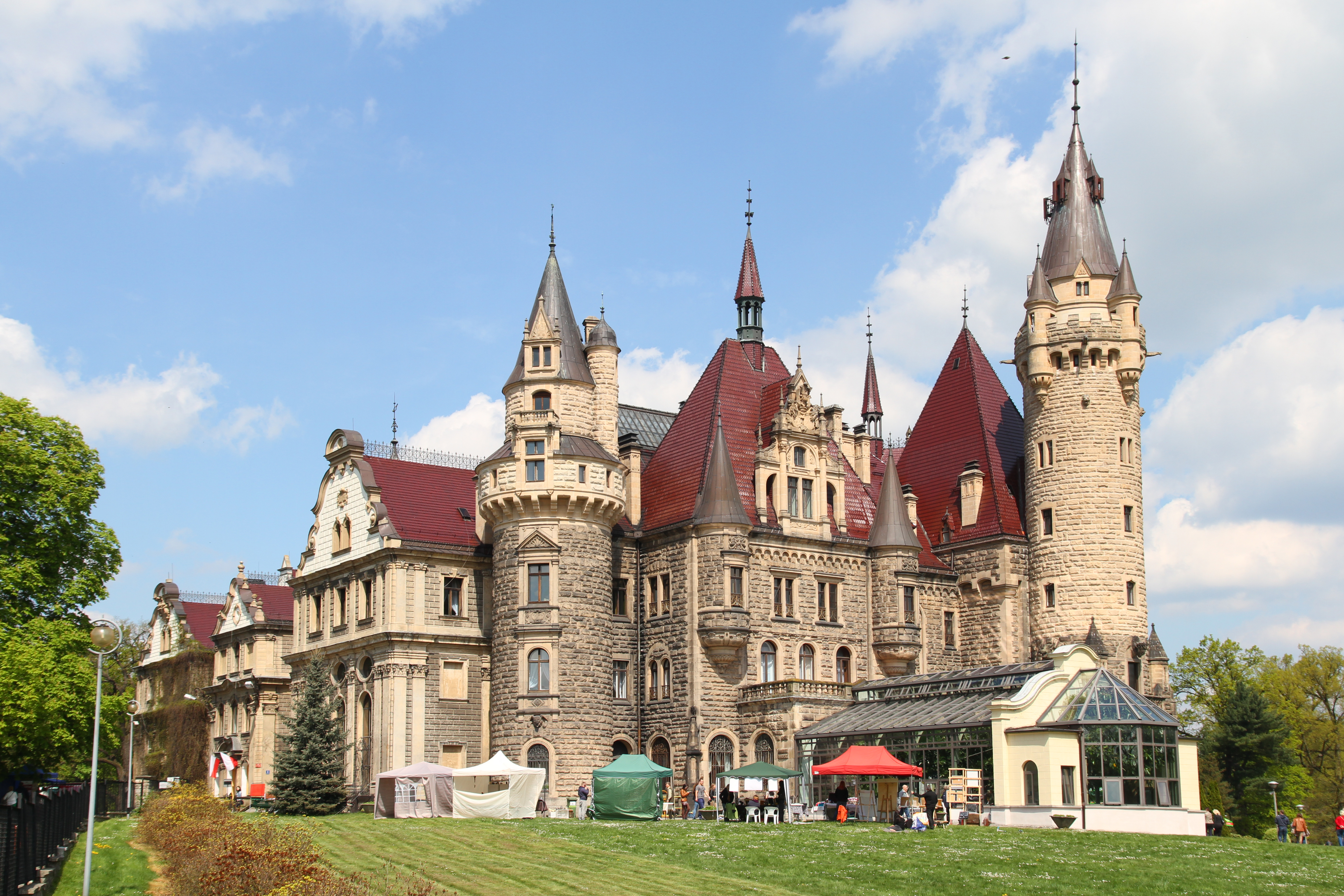
Schloss Moschen

Er war Sohn von Hubert Gustav von Tiele (* 8. Juni 1823; † 12. September 1893) und Maria Valeska geb. von Winckler (* 26. August 1829; † 18. März 1880), der Erbin eines großen Industrievermögens in Oberschlesien. Eine Schwester war die Diakonissin Eva von Tiele-Winckler. Er heiratete Jelka von Lepel-Beseritz. Mit dieser hatte er drei Töchter, Huberta, die später mit Heinrich Harry Prinz Reuß, Graf von Plauen (1890–1951) liierte, Wendula, die bürgerlich heiratete, und Valeska, sie war mit dem Grafen Gerhard von Kanitz verheiratet. Der Sohn Claus-Hubert Graf Tiele-Winkler (1892–1938) war dreimal verheiratet, zuletzt mit Marie Anna von Quistorp-Crenzow, Tochter des Werner von Quistorp. Claus Hubert adoptierte 1932 Hans Werner Freiherr von Tiele-Winckler-Moschen.
Tiele-Winkler war vor dem Jurastudium in Bonn und Göttingen am Gymnasium in Putbus und seit 1877 Mitglied des Corps Borussia Bonn.
Er war von 1886/87 bis 1892 Landrat des Landkreises Neustadt O.S. in Neustadt in Oberschlesien. Nach dem Tod des Vaters 1893 erbte er den Besitz. Dazu gehörte das 1872/1873 nach Entwürfen von Ebe & Benda errichtete Palais Tiele-Winckler im Tiergartenviertel in Berlin (später als Spanische Gesandtschaft genutzt). Franz Hubert von Tiele-Winckler war zudem seither Fideikommissherr auf Myslowitz und Kattowitz, Miechowitz und Rokittnitz. Er hatte auch die Montanindustrie der Familie geerbt. Noch unter seinem Vater waren die montanindustriellen Betriebe 1889 in die Kattowitzer AG für Bergbau und Eisenhüttenbetrieb umgewandelt worden. Tiele-Winckler blieb Hauptaktionär dieses über viele Jahre lang führenden Industrieunternehmens in Oberschlesien, bis es nach seinem Tod von Friedrich Flick erworben wurde. Mit einem Vermögen von 74 Millionen Mark und einem Jahreseinkommen von 3 bis 4 Millionen Mark stand er in der Rangfolge der reichsten Einwohner Preußens im Jahr 1912 an achter Stelle. Seit 1901 war er Mitglied des Preußischen Herrenhauses und war Landesältester. Er gehörte dem Zentralausschuss der Reichsbank an. Er ließ um 1900 das 1896 niedergebrannte Schloss Moschen neu errichten und erweitern.
Der Besitz Moschen umfasste 4328 ha. Diese Begüterung erbte sein Sohn Claus-Hubert Graf Tiele-Winkler, nachfolgend dessen Vetter und Adoptivsohn Hans Werner Graf Tiele-Winkler aus der zweiten genealogischen Familienlinie Rothenmoor.

## Auszeichnungen
Tiele-Winckler wurde 1895 in den preußischen Grafenstand erhoben. Die Erblichkeit nach dem Recht der Erstgeburt war an den ungeteilten Besitz des Fideikommisses Kujau geknüpft.